# Francisco Gil Castelo Branco (general)
Francisco Gil Castelo Branco (Rio de Janeiro, 18 de setembro de 1886 - Rio de Janeiro, 1 de abril de 1956) foi um militar brasileiro.
Comandou a Escola de Comando e Estado-Maior do Exército entre 5 de julho de 1945 e 8 de junho de 1946
Foi chefe do Gabinete Militar no governo José Linhares, de 30 de outubro de 1945 a 31 de janeiro de 1946, e ministro do Superior Tribunal Militar.